# Myriam Spiteri Debono
Myriam Spiteri Debono, rodným jménem Miriam Zammit, (* 25. října 1952) je maltská politička, od dubna 2024 prezidentka Malty. Je první ženou z ostrovu Gozo, která byla do této funkce zvolena. V letech 1996 až 1998 byla také předsedkyní Sněmovny reprezentantů Malty a první ženou v této funkci.

## Životopis
Narodila se ve Victorii na ostrově Gozo do rodiny Pawla Zammita a jeho manželky. Navštěvovala Maltskou univerzitu, kde studovala anglickou literaturu a lingvistiku, kterou dokončila v roce 1973, a založila Socialistický svaz studentů. Vystudovala také práva a v roce 1980 získala titul notářky.
Mezi její první veřejné funkce patřila funkce předsedkyně Rady družstev a zakládající členky Komise pro rovnost žen a mužů.
Kandidovala za Maltskou stranu práce v pěti parlamentních volbách (1981, 1987, 1992, 1996, 2003), ale nikdy nebyla zvolena poslankyní. V roce 1982 však byla zvolena do celostátního vedení strany a zastávala funkci tajemnice propagandy strany.
V letech 1993 až 1996 byla předsedkyní ženské sekce Labouristické strany.
V září 1996 ji premiér Alfred Sant jmenoval předsedkyní maltské Sněmovny reprezentantů. Byla první ženou v této funkci. V říjnu 1998 ji nahradil Anton Tabone.
V lednu 2023 byla nacionalistickou stranou navržena na post komisařky pro normy, ale odmítla, že by o ní bylo oficiálně uvažováno. Tvrdila, že se na tuto funkci nehodí a ani o ni nemá zájem.

### Prezidenství
V březnu 2024 se objevily zprávy, že je hlavním favoritem na jmenování prezidentkou Malty, což bylo následující týden potvrzeno ve společném prohlášení vydaném úřadem předsedy vlády a předsedy opozice. Maltská Sněmovna reprezentantů 27. března 2024 jednomyslně odhlasovala její zvolení jedenáctým prezidentem Malty, čímž se stala první prezidentkou zvoleným s využitím nových ústavních reforem z roku 2020 včetně nového požadavku na dvoutřetinový souhlas parlamentu s prezidentským kandidátem.
Po Agathě Barbaře a Marii-Louise Coleirové Precaové se stala třetí ženou ve funkci prezidentky.

## Osobní život
Je vdaná za notáře Anthonyho Spiteri Debono a mají spolu tři děti.